# توران شهر (مقاطعة غيلانغرب)
توران‌شهر (بالفارسية: توران‌شهر) هي قرية تقع في منطقة مركزية ريفية في إيران. يقدر عدد سكانها بـ 0 نسمة بحسب إحصاء 2016.